# Wiesław Stanisławski
Wiesław Stanisławski (15. listopadu 1909 Lublin – 4. srpna 1933 Vysoké Tatry) byl nejvýznamnější polský meziválečný horolezec v Tatrách.

## Lezení
Do Tater jezdil od svých 16 let. Za svůj krátký život v nich uskutečnil více než 140 prvovýstupů. V r. 1928 s partnerem udělali prvovýstup v dlouho odolávající západní stěně Kościelce, další rok zlezl severní stěnu Žabího koně.
Pak se přesunul na Slovensko, prvovýstup v západní stěně Lomnického štítu, Ganku, dále několik prvovýstupů v severních stěnách Javorového štítu, Volí věže a 1932 i v severní stěně Malého Kežmarského štítu. 1930 Severovýchodní stěna (polského) Mnicha. Udělal i několik prvních zimních přechodů.
V den své smrti nejprve vylezl s dvěma druhy severní stěnu Kačacího štítu. Pak zahynul i s jedním spolulezcem na nenápadném Kostolíku uprostřed Batizovské doliny, snad když v lehčím terénu nepovažoval za nutné řádně jistit méně zkušeného W. Wojnara, který se přezouval. Také je možné, že prvolezec vytrhl velký skalní blok, resp. že se skalní lavina uvolnila sama.
Navzdory jeho smrti v 24 letech prakticky v každé větší tatranské stěně existuje Stanislawského cesta, která tam patří mezi nejvýznamnější.